# وادي الدلم
وادي الدلم  هي إحدى القرى اللبنانية من قرى قضاء زحلة في محافظة البقاع.